# 314082 Dryope
314082 Dryope este o planetă minoră (asteroid potențial periculos⁠(d)) din Asteroid Apollo. A fost descoperită pe 6 februarie 2005 la Observatorul Regal al Belgiei⁠(d) de Eric Walter Elst. 
Obiectul prezintă o orbită caracterizată de o semiaxă mare de 2,2369087814375 UAi, o excentricitate de 0,577, o înclinație de 16,1294 ° în raport cu ecliptica.